# باربرا لاتوري
باربرا لاتوري فينيالس (مواليد 14 مارس 1993 في سرقسطة) هي لاعبة كرة قدم إسبانية تلعب في مركز الجناح، وتلعب مع نادي ريال ديبورتيفو لا كورونيا في دوري الدرجة الأولى الإسباني للسيدات. على سبيل الإعارة من نادي روما في الدوري الإيطالي الدرجة الأولى. وهي لاعبة دولية مثلت منتخب إسبانيا لكرة القدم للسيدات منذ عام 2016.
لعبت سابقًا مع نادي براينسا سرقسطة، ونادي ريال سوسيداد النسائي، ونادي إسبانيول، ونادي برشلونة للسيدات والتي لعبت معها أيضًا في دوري أبطال أوروبا للسيدات، ونادي أتلتيكو مدريد. فازت لاتوري في ثلاثة كؤوس ملكة إسبانيا لكرة القدم، اثنتان مع نادي برشلونة وواحدة مع نادي أتلتيكو مدريد، وشاركت في بطولة أوروبا للسيدات 2017 مع المنتخب الإسباني.

## مشوارها في النادي
بدأت لاتوري مسيرتها كلاعبة كرة قدم الصالات في البطولة الإسبانية لكرة الصالات للسيدات، حتى جذبت قدراتها التهديفية في عام 2011 انتباه نادي الدرجة الأولى نادي براينسا سرقسطة الذي كان يحتاج إلى لاعبة مهاجمة في الفريق الاحتياطي. أمضت عامين في النادي وسرعان ما أصبحت واحدة من لاعبات الفريق الأول، وفي موسمها الثاني في النادي حصلت هي وزميلاتها على وصافة كأس كأس الملك وخسرت النهائي أمام برشلونة، كما احتلت المركز السابع في جدول ترتيب نهاية العام في الدرجة الأولى.
رفضت لاتوري تجديد عقدها مع سرقسطة في نهاية موسم 2012-13 وقررت الانضمام إلى النادي الذي كان يحتل المركز الخامس آنذاك إسبانيول. في نهاية موسمها الأول في إسبانيول تمكنت من حجز مكان بين أفضل 11 هدافاً في 2013-14 برصيد 13 هدفاً، لتصبح هدافة النادي. في عام 2015 انضمت لاتوري إلى برشلونة بطل الدوري الإسباني لأربع مرات متتالية بعد رحيل بعض لاعبيه الأساسيين وسرعان ما أثبتت نفسها كواحدة من أهم لاعبات الفريق في مركز الهجوم وسجلت 9 أهداف طوال 2015-16 منتصف الموسم.

## مسيرتها الدولية
لعبت أول مباراة لها في 15 سبتمبر 2016، حيث دخلت كبديلة خلال خلال مباراة منتخب إسبانيا لكرة القدم للسيدات في تصفيات المجموعة الثانية من تصفيات كأس الأمم الأوروبية للسيدات 2017، وانتهت بفوز منتخب إسبانيا بنتيجة 13 هدف دون مقابل على منتخب الجبل الأسود في لاس روزاس دي مدريد.

## الأهداف الدولية
| م  | التاريخ        | المكان                           | الخصم   | الهدف | نتيجة المباراة | المنافسة                       |
| -- | -------------- | -------------------------------- | ------- | ----- | -------------- | ------------------------------ |
| 1. | 23 أكتوبر 2017 | ملعب رمات غان، رمات غان، إسرائيل | إسرائيل | 0–4   | 0–6            | تصفيات كأس العالم للسيدات 2019 |

## الإنجازات
نادي برشلونة
- كأس ملكة إسبانيا: 2017، 2018

نادي أتلتيكو مدريد
- كأس كوبا دي لا رينا: 2022-23

منتخب إسبانيا
- كأس الغارفي: 2017
- كأس قبرص للسيدات: 2018